# Thế kỷ 26
Thế kỷ 26 là thế kỷ trong Công Nguyên, trong lịch Gregory là khoảng thời gian từ ngày 1 tháng 1 năm 2501 cho đến ngày 31 tháng 12 năm 2600.